# 고속도로정보통신공단
고속도로정보통신공단(高速道路情報通信工團)은 고속도로 통행료 징수시스템 등 고속도로 정보통신시설을 통합관리하기 위하여 1996년 대한민국 건설교통부 산하 한국도로공사가 100% 출자하여 설립한 공공기관이었다. 2002년 대보그룹이 인수하여 민영화되었다.

## 연혁
- 1996년 6월 고속도로정보통신공단 설립 (한국도로공사 100% 출자)
- 1997년 1월 고속도로 정보통신시설 통합유지관리 사업 수행 개시
- 1997년 11월 자본금 27억원 증자 (총자본금60억원)
- 1999년 7월 기업부설연구소 인가
- 2002년 1월 공기업 선진화방안에 따른 민영화 완료 (최대주주: 대보그룹)[5]
- 2005년 10월 DB정보통신으로 명칭 변경[6]
- 2013년 3월 대보정보통신으로 명칭 변경

## 같이 보기
- 고속도로관리공단